# Morula

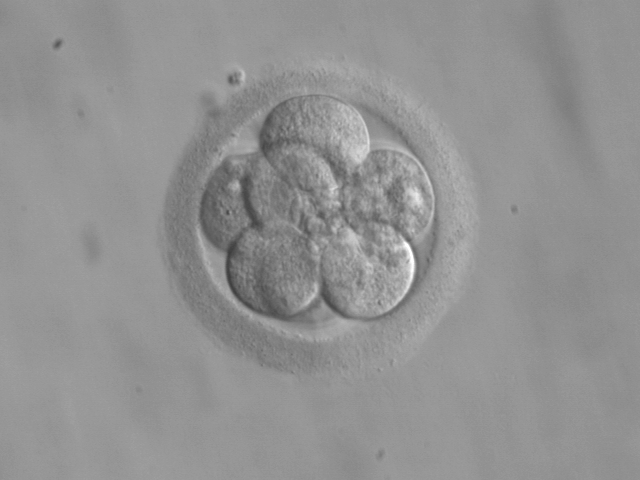
Morula ssaka otoczona osłonką przejrzystą, stadium 8 komórek

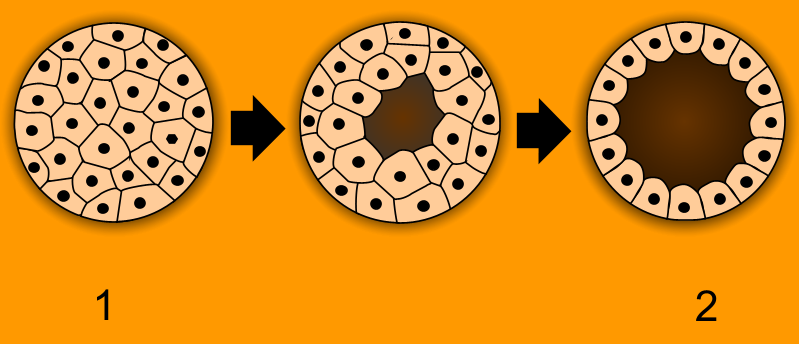
Przebieg blastulacji: 1. morula 2. blastula

Morula (łac. 'morwa') – stadium rozwoju zarodka następujące po bruzdkowaniu całkowitym a przed rozpoczęciem blastulacji. Poprzedza stadium blastuli.

## Stadium moruli w rozwoju organizmu ludzkiego
Morula jest jednym z etapów rozwoju jaja płodowego. W przebiegu rozwoju organizmu ludzkiego należy jeszcze do przedzarodkowego okresu, obejmującego pierwszy tydzień po zapłodnieniu. Z zewnątrz morulę otacza osłona przejrzysta. W środku znajduje się od 12 do 16 blastomerów, komórek powstających z zygoty przez kolejne podziały mitotyczne. Charakterystyczną cechą tych podziałów jest praktycznie niezmienność objętości, wynikająca z redukcji fazy G1 cyklu komórkowego. Średnica zarodka wynosi około 150 μm.
Stadium to jajo płodowe człowieka osiąga po 3–4 dniach od zapłodnienia. Jest to, jeszcze zanim 4–5 dnia blastomery zaczną różnić się między sobą i tworzyć połączenia typu neksus. W końcu dalsze podziały powodują rozpoczęcie kawitacji polegającej na powstaniu w środku moruli pęcherzyka płynu. Morula staje się w ten sposób blastocystą.

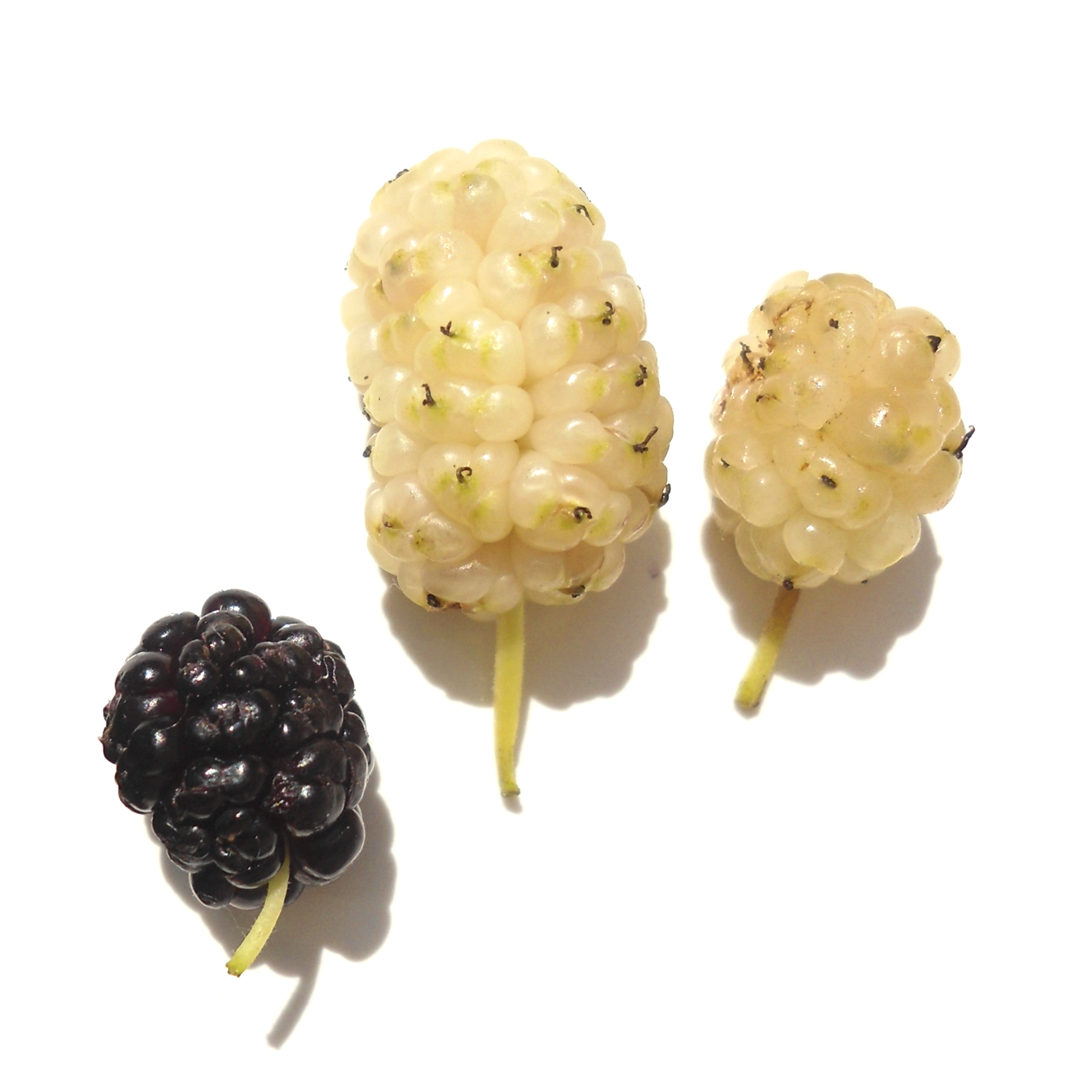
Owocostany morwy białej Morus alba; od nazwy naukowej morwy pochodzi nazwa stadium

Ze względu na podobieństwo upakowanych w osłonce przezroczystej kilkunastu blastomerów do owocostanu morwy (Morus) stadium to nazwano właśnie morulą.
Morula wędruje z jajowodu do macicy, popychana przez ruchy perystaltyczne błony mięśniowej jajowodu w kierunku jego ujścia macicznego oraz rzęski nabłonka wyściełającego od wewnątrz jajowód. W procesie tym odgrywają swoje role estrogeny i progesteron. Odżywia się nagromadzonymi przez komórkę jajową substancjami odżywczymi, jak i substancjami wydzielanymi przez jajowód.
Blastomery są jeszcze totipotencjalne. Prowadzono badania mające na celu pozyskiwanie z moruli komórek macierzystych. Nie przedstawiają one większych różnic od komórek pozyskanych z blastocysty.
Metody sztucznego rozrodu uwzględniają zamrożenie nadmiernej liczby uzyskanych morul w 4 dniu rozwoju. Dokonuje się tego metodą witryfikacji. Można również zamrozić blastocystę w 5 dniu rozwoju. Zamrożenie moruli daje jednak lepsze efekty, niż zamrożenie późniejszej blastocysty: pozwala na doprowadzenie do ciąży w 29% przypadków wobec 25% w przypadku 5-dniowej blastocysty. Przyczyny upatruje się w odmiennym rozlokowaniu wody: w przypadku moruli znajduje się ona głównie w komórkach, podczas gdy blastocysta zawiera w środku wypełniony wodą blastocel.